# Citroen Tipo C
O Citroën Tipo C foi um carro ligeiro fabricado pela empresa automóvel francesa Citroën entre 1922 e 1926, com quase 83.000 unidades a serem fabricadas. Conhecido como Citroën 5HP ou  5CV em França , foi o segundo modelo de automóvel concebido e comercializado por André Citroën, entre 1922 e 1926. Seguiu-se o 10HP "Tipo A" (Junho de 1919) ; foram os primeiros carros europeus produzidos em massa.
A primeira cor em que foi fabricado foi o amarelo, (um amarelo "toranja" pálido) que lhe valeu o primeiro apelido de "pequena cidra" (limãozinho). Foi também apelidada de "Cul de poule" (fundo de galinha) , "cauda de barco" ou "Citroën de barco" referindo-se à traseira cónica da carroçaria do pequeno carro e também "Trefle" ( folha de trevo ) referindo-se à forma da versão de três lugares.

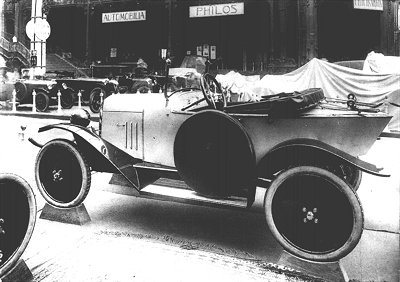
Outubro 1921 Paris Motor Show

## Historia
Enquanto o governo francês encorajou, através de benefícios fiscais, os fabricantes de automóveis a investir em cyclo-carros, André Citroën preferiu virar-se para os pequenos automóveis. O 5HP foi o primeiro Citroën a entrar no sector dos pequenos automóveis, depois monopolizado pela Peugeot e Renault.
Apesar da sua semelhança com o Tipo A desenhado por Jules Salomon, os 5HP foram de facto o trabalho do engenheiro Edmond Moyet que alguns meses antes tinha feito um veículo muito semelhante para Amilcar, o" CC" .
O génio de André Citroën foi promover este carro a um público feminino, o que era muito invulgar na altura. Todos os 5HP documentos publicitários representavam o carro conduzido por uma jovem mulher.
Com os 5HP, a Citroën aliou-se ao automobilismo de massas. Isto é realçado pelo facto de as 5HP também poderem ser compradas a crédito, um novo método para a época, graças a uma empresa de crédito ao consumo, fundada por André Citroën.
Após um arranque lento em 1922, o sucesso foi tal que, a partir de 1924, representou quase metade das vendas da Citroën e tornou-se o primeiro automóvel popular europeu. O preço de venda dos 5HP "Torpedo" em 1922   era cerca de 60% do dos 10HP  .
O nome comercial inicial << 5HP >> tornou-se << 5CV >> em 1925 por ocasião da mudança de cálculo da potência dos motores: de HP ( Horse Power ) para CV ( Cheval Vapeur ).
Uma rede de 5000 agentes foi construída entre 1919 e 1925. Filiais e concessionários exclusivos foram localizados em todo o mundo: Grã-Bretanha, Itália, Japão, Espanha, Bélgica, Norte de África, Austrália América do Sul, etc. Foram construídas fábricas em Espanha, Itália, Polónia, Argélia, Bélgica e Inglaterra a partir de 1925, a fim de evitar impostos aduaneiros sobre produtos importados (tais como: impostos Mac Kenna em Inglaterra).
Lançado em Maio de 1922, o "Torpedo" ( tourer) , era uma versão de dois lugares, que em 1923, ficou disponível numa versão "Cabriolet" (descapotável) mais luxuosa. Em 1924, foi introduzida uma versão de três lugares do "Torpedo", inicialmente com um "banco rebatível", depois com dois lugares à frente e um atrás, que recebeu o apelido de "Cloverleaf".

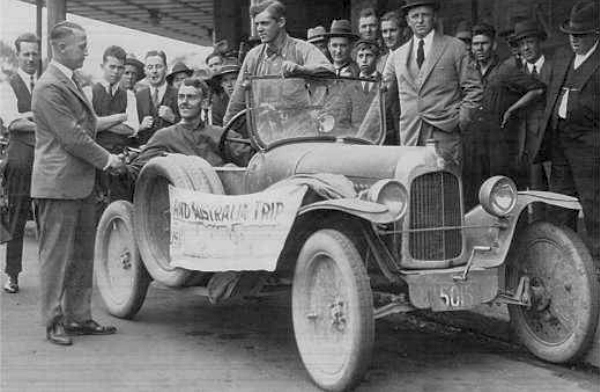
"Bubsy" chegando a Sidney - Dez. 1925

O 5HP foi um modelo de fiabilidade e frugalidade comparado com a concorrência; foi extremamente robusto evidenciado pela viagem de 17000 Km em 5 meses pela Austrália em 1925 de Bubsy, um Torpedo "usado" com dois estudantes a bordo: em condições extremas ... sem qualquer problema de motor.
Infelizmente, embora o 5HP tenha sido um sucesso, não foi suficientemente rentável, e a fim de preparar a introdução do B14 "todo aço", André Citroën tomou pessoalmente a decisão, contra a opinião geral, de terminar a sua produção em Maio de 1926. Foi prevista uma versão C4 "todo o aço", mas foi abandonada devido ao seu custo excessivo.
Hoje em dia, o 5HP é o típico carro antigo dos anos 20. O seu sucesso deve-se ao facto de já ter sido um imenso sucesso comercial no seu tempo e também ao facto de ser possível reconstruí-lo muito facilmente a partir de peças de época e re-fabricações.
Dos 83000 5HP construídos, muitos foram convertidos em veículos utilitários, tractores, etc. Estima-se que cerca de 3000 (4%) tenham sobrevivido.

## Tecnica

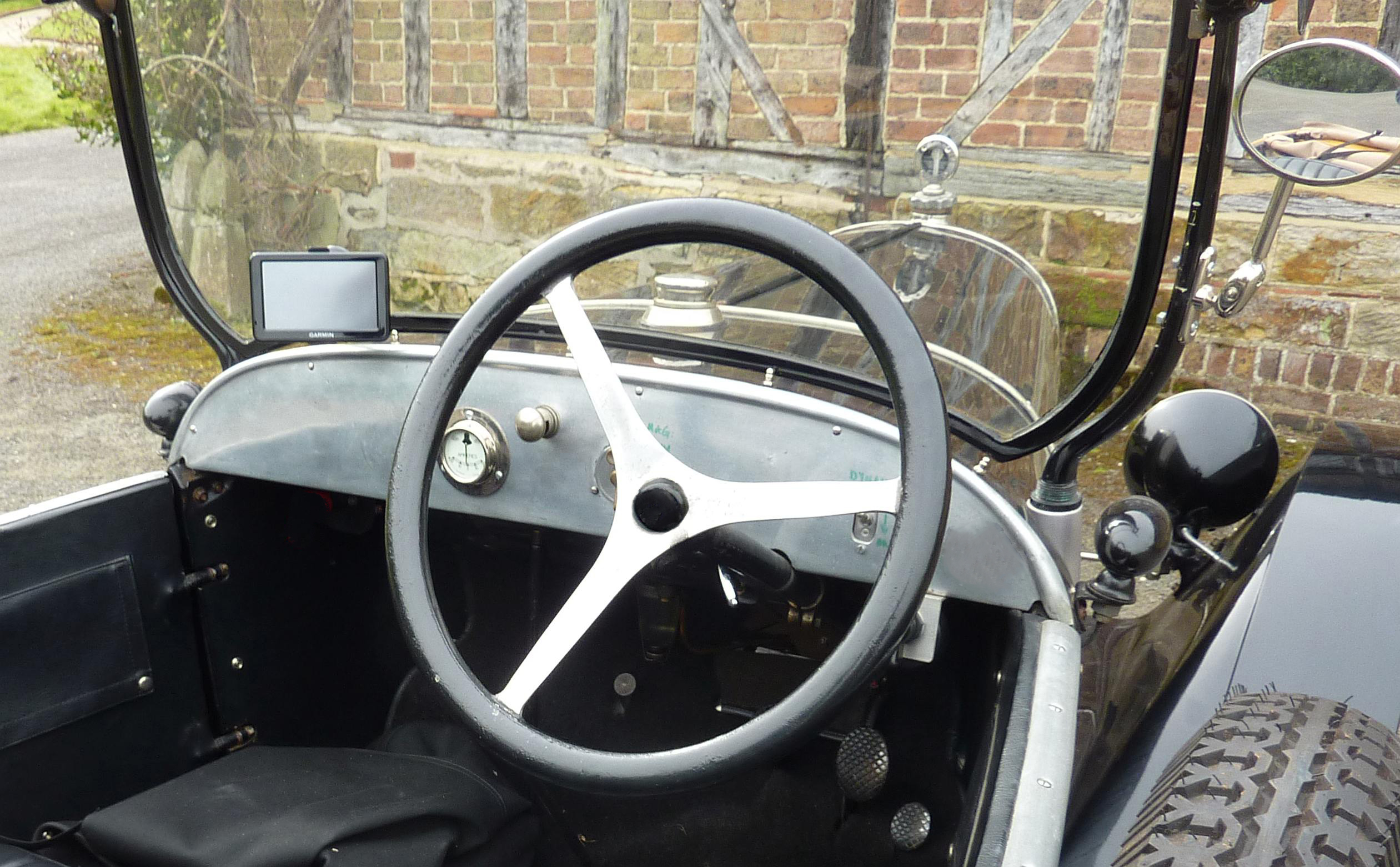
Controlos no Torpedo C2 T2 1922

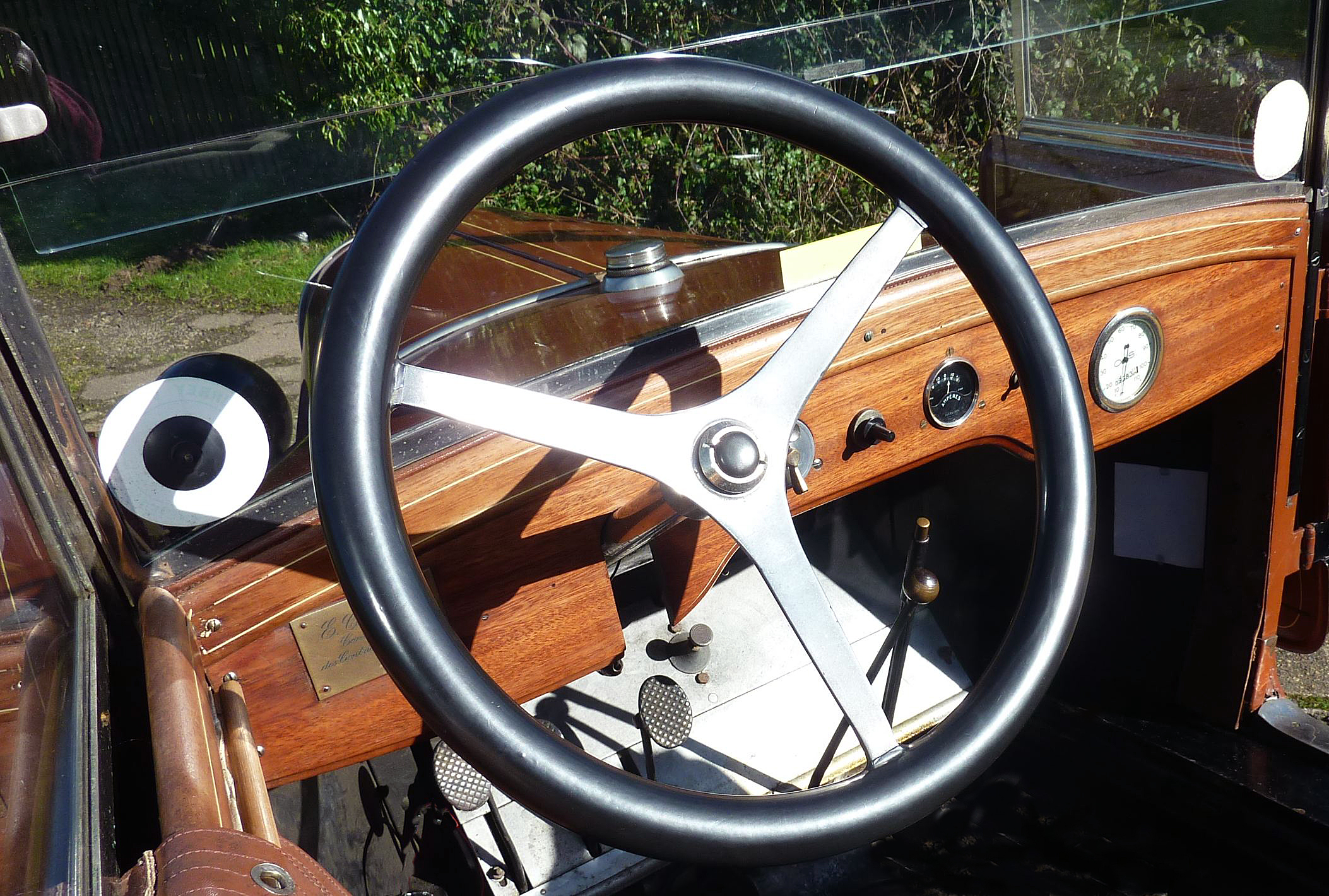
... e em Cabriolet C3 TL 1924

O pequeno Citroën estava à frente da concorrência: estava equipado com um diferencial e um motor de arranque eléctrico, permitindo que o carro fosse publicitado como especialmente adequado para motoristas de senhora sensíveis à facilidade de condução. O peso de 543 kg é essencialmente o do motor , caixa de velocidades, e eixo traseiro . A velocidade máxima era de 60 km/h (37 mph) com um consumo de combustível de 5 l/100 km .
Os chassis de 5HP foram montados na fábrica de Levallois , ( subúrbios de Paris ), e a montagem do carro foi feita na fábrica de Javel ; Versões de condução à direita estavam disponíveis para o mercado francês ( ainda havia procura para isto) e para exportação ( Inglaterra, Commonwealth, Suécia, Argentina, Austrália )
O corpo era de uma estrutura de madeira, em que os painéis do corpo eram pregados. Era o último Citroen com um corpo de madeira. O carro tinha apenas uma porta, do lado do passageiro, que se abria para a frente. As dobradiças eram invisíveis (excepto a "Cabriolet" ) e as vibrações eram absorvidas por uma fechadura de cone duplo, evitando a abertura acidental das portas.
Os veículos de pré-produção tinham um capô com 3 airvents que foi rapidamente seguido por uma versão de 16 airvents. Tinha uma das máscaras de radiador mais bonitas. Em 1922, por razões técnicas, o radiador foi separado num elemento de refrigeração e num invólucro exterior niquelado. Inicialmente, o primeiro emblema Citroën no radiador era chevrons azuis sobre uma base niquelada; mais tarde, as cores foram trocadas.
O motor de quatro cilindros, 856 cc  tinha um diâmetro de 55 mm  e um curso de 90 mm , gerando uma potência de 8,2 kW (11 bhp) e foi arrefecido por termosifão. A partir de 1 de Junho de 1925, o sistema de arrefecimento foi melhorado em todos os modelos por um ventilador (anteriormente apenas instalado no Cabriolet).
Havia um único carburador Solex A ignição inicialmente por bateria, bobina e distribuidor foi substituída por volta de Março de 1923 por um magneto de ignição.
A caixa de velocidades tinha três relações não sincronizadas mais uma marcha atrás; a roda dentada recta tinha tendência a "cantar" especialmente na 1ª e 2ª velocidades ( não na 3ª, transmissão directa ) e tornou-se ruidosa quando as engrenagens estavam gastas ou quando o casquilho entre o eixo primário e secundário estava solto. Este jogo excessivo fez com que o trem primário se desalinhasse do trem secundário, fazendo com que as rodas dentadas funcionassem na extremidade dos dentes, daí o ruído adicional e o desgaste prematuro.
Tal como nos vagões contemporâneos da época, o pedal do acelerador estava localizado centralmente entre os da embraiagem e os do travão.
Não havia travagem nas rodas dianteiras mas a travagem na transmissão era controlada pelo travão de pé e nas rodas traseiras por uma alavanca do travão de mão. A travagem não era o ponto forte do carro; era necessário antecipar e equilibrar a acção dos dois sistemas de travagem com o risco de quebrar um eixo de roda traseira. Muitos 5HP foram modificados para acoplar o travão de transmissão e os travões traseiros e esta modificação foi finalmente oferecida em série nos últimos modelos de 1926.

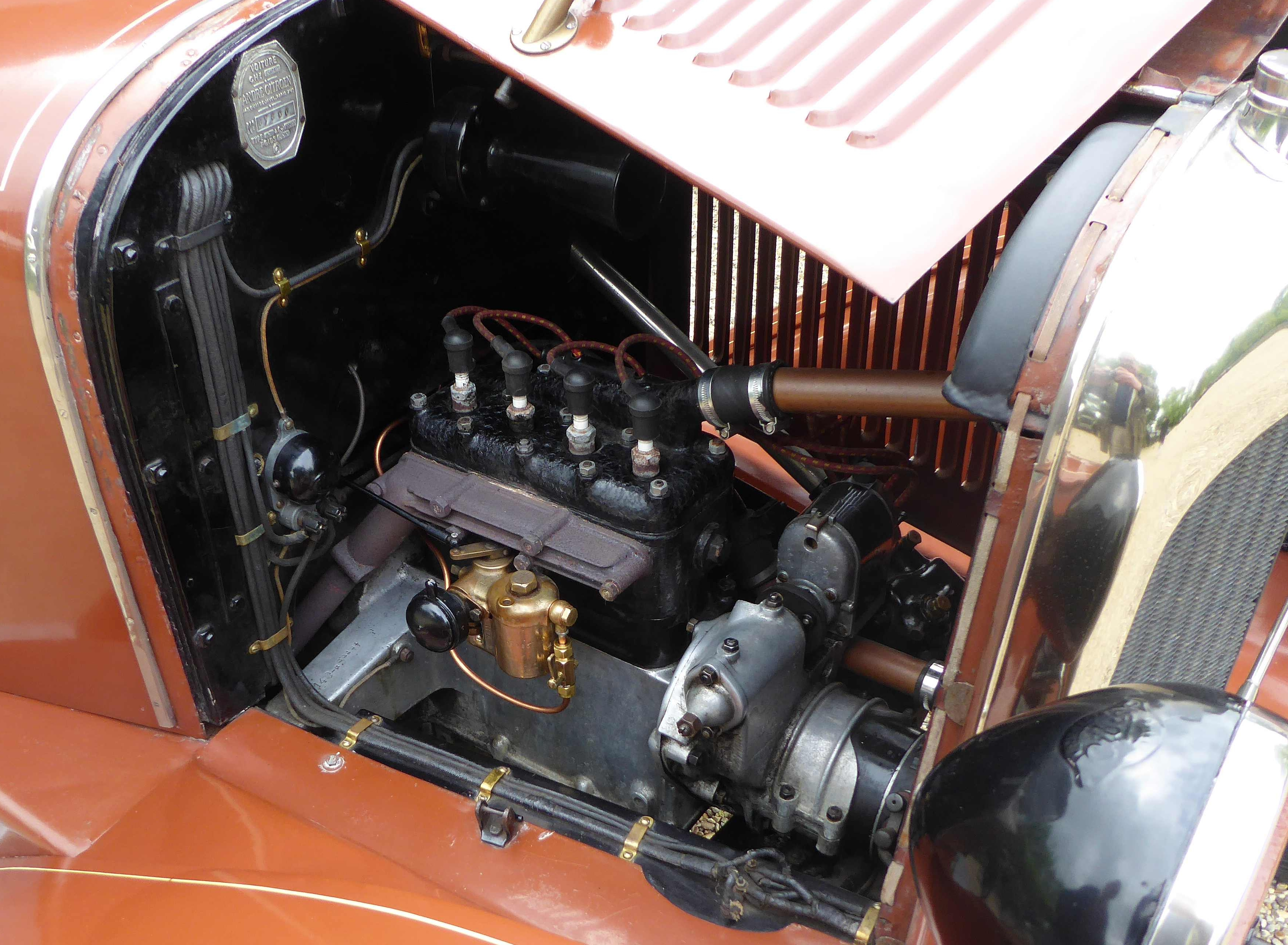
motor SOLEX carburetter

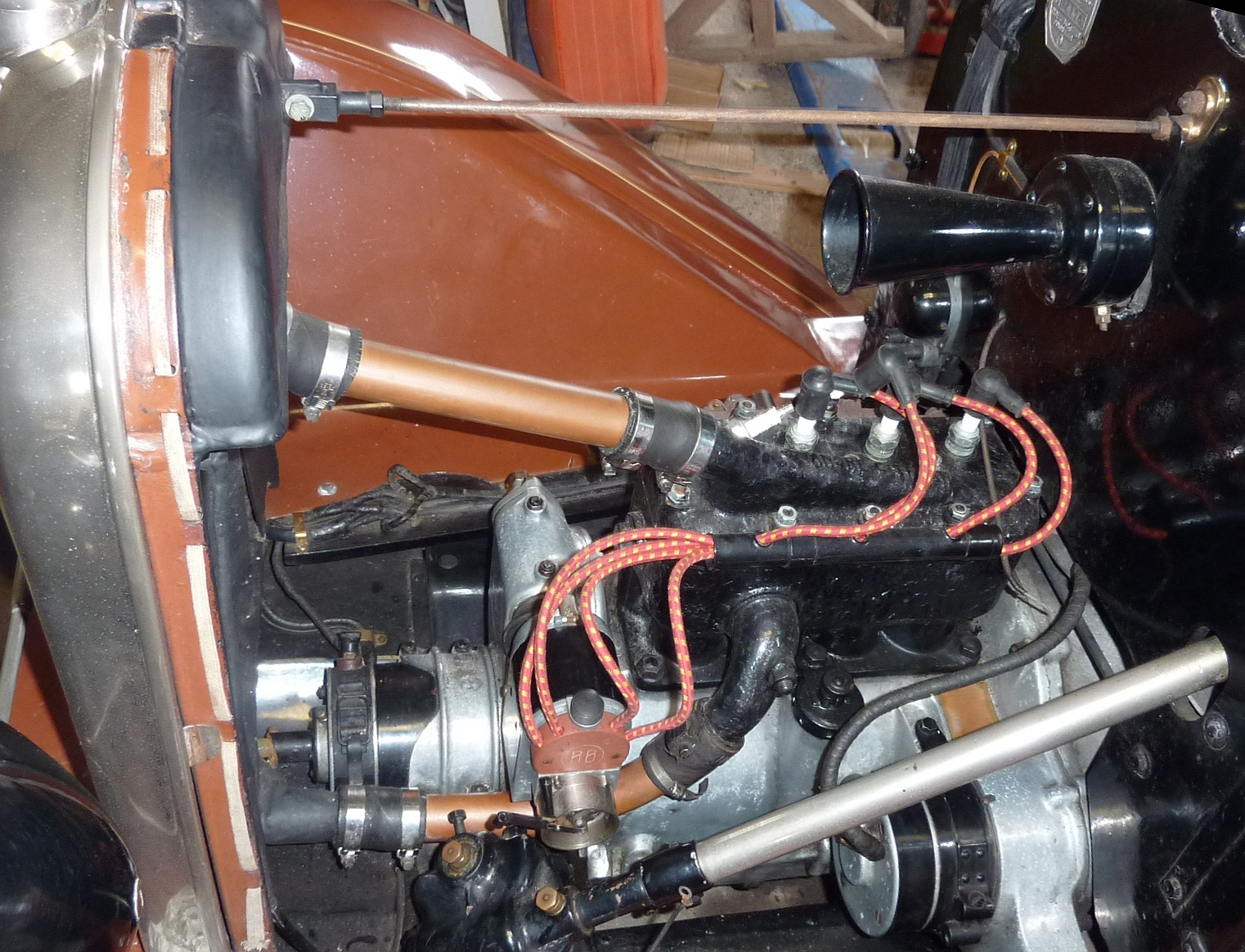
motor RB magneto

Para evitar a distorção dos membros laterais em U, a estrutura da escada era trapezoidal e reforçada por vigas cruzadas .
A suspensão consistia em quatro molas de molas de folhas de um quarto invertido e elíptico. Os amortecedores de fricção foram instalados, a partir de 1925, na parte de trás da mais pesado "Cabriolet".
No final de 1923, o chassis curto tipo C.2 foi alongado em 10 cm de 2,25 m  a 2,35m  e reforçado por uma travessa adicional que se projetava do convés traseiro e suportava a parte de trás da carroçaria. Este tornou-se o chassi com uma longa distância entre eixos tipo C.3. A extensão da carroçaria tornou-se necessária para permitir a construção da nova versão de "três lugares" do "Torpedo", bem como do "Voiture de Livraison" ( carro de entrega ). O alongamento pode ser notado pela maior distância entre a roda de reserva e a asa traseira. Este chassis foi produzido sem modificações até ao final da produção.
O eixo traseiro era do tipo "banjo" com uma forma redonda ou oblonga (oval). Os dentes do pinhão do eixo traseiro eram do tipo "Citroën chevron". Um corte helicoidal, mais fácil de produzir e mais robusto tornou-se disponível, como peças de substituição, em 1928.
Foram substituídos em Junho de 1924 por pneus Michelin "Cablé Confort" (balão) de 715x115 beaded edge a baixa pressão (2,5 bar), inicialmente oferecidos como equipamento extra e depois instalados em todos os automóveis em Junho. 11-12x45 aramados em jantes apareceram em 1927 com pneus "Confort Bibendum", de baixa pressão (1,5 a 1,75 bar). e foram instalados como substituição das jantes com rebordo com rebordo com rebordo original.

## Modelos
Em 1922-23, o Torpedo T2 de 2 lugares e o Cabriolet TL de 2 lugares foram montados no chassis curto (C2). Em Outubro de 1923, estes corpos, bem como o "Carro de Entrega" VL e o "Torpedo de 3 lugares" T3-1 serão então montados no chassis longo (C3) . Em Outubro de 1924, o Torpedo T3-1 é substituído pelo "3-lugares Torpedo Cloverleaf" T3-2 com espaço para um único passageiro na traseira.

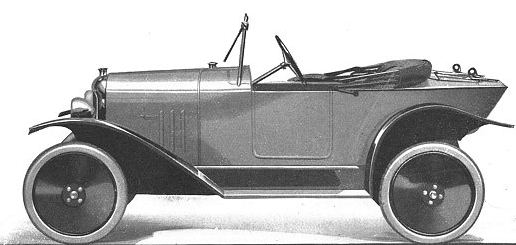
5HP C2 Torpédo 2 lugares - Oct.1921

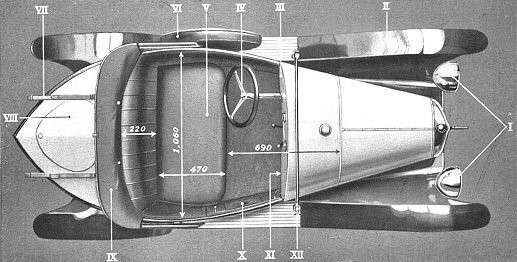
5HP C2 T2 Torpedo 2 lugares

### Torpédo 2 lugares T2
Produção: Chassis C2 com distância entre eixos curta: Maio de 1922 a Setembro de 1923 ... depois chassis com distância entre eixos longa C3: Outubro de 1923 a Primavera de 1925

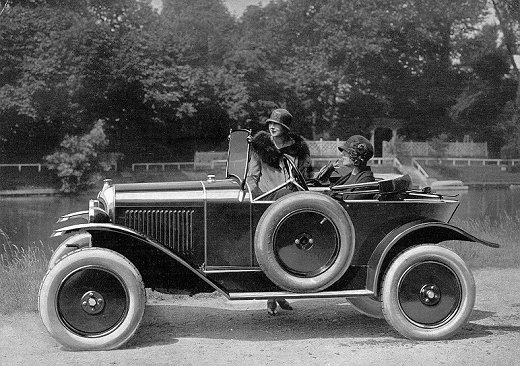
5HP C3 T2 Torpédo 2 lugares 1924

A sua extremidade traseira deu ao "Torpedo" um aspecto desportivo mas também acrescentou o apelido "Cul de Poule" ( o fundo da galinha ).
A cor da carroçaria original (C2-1922/23) era então amarela com a introdução do chassis longo (C3-1924/25). As cores disponíveis eram: vermelho bordeaux, azul ou Havana (castanho ). O assento confortável do banco foi inicialmente revestido com pele (C2): preto, depois (C3): vermelho, preto (para carros azuis) ou castanho.
O revestimento do chão era em tapete de escova. Foram colocados bolsos de arrumação na porta e ao lado do condutor.
A roda sobresselente foi montada no lado do condutor. As dobradiças das portas não eram visíveis. Na parte traseira do carro havia uma arca, acessível por cima e fechada por uma tampa. Na tampa da bagageira podiam ser montados dois suportes para caber um porta-bagagens de dimensões 40 x 80 cm.
As pranchas de corrida eram feitas de alumínio reforçado com ranhuras longas. Eram de cor preta, a parte superior das ranhuras era polida. As asas e a carroçaria eram feitas de chapa metálica pintada de preto. Os faróis (tigelas: tinta preta; aros: nickeled) foram ligados por uma barra transversal niquelada ajustável.
O tablier de alumínio polido e maquinado era simples, com apenas um amperímetro e um interruptor de farol/ignição.
O ponto pivot do pára-brisas móvel foi colocado na terceira secção superior.
A parte superior conversível podia ser aberta em torno de um único eixo e coberta com tecido impermeável. Os ferros da capota eram cinzas dobradas. Foi fornecido equipamento para todas as condições meteorológicas (cortinas laterais).
As asas de perfil plano, chamadas "asas planas" ( placas de ailes) foram substituídas para o modelo de 1926 por "asas redondas"(ailes rondes) : muito poucos carros deste tipo foram feitos.

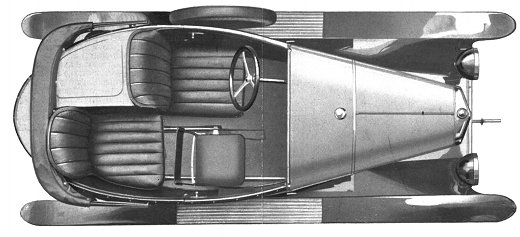
Citroen 5HP Torpedo T3-1

### "Torpedo 3-lugares a Strapontin " (com assent dobvravel) T3-1
Produção: Chassi de longa distância entre eixos C3: de Outubro de 1923 a Outubro de 1924.

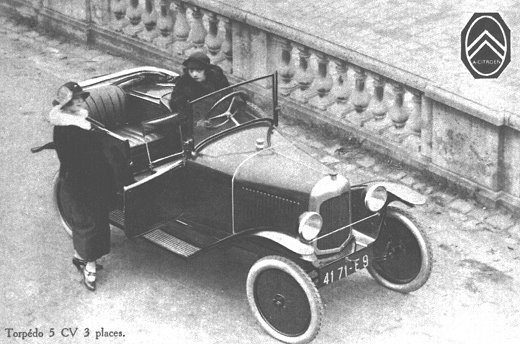
5HP C3 T3-1 Torpedo 3- lugares a Strapontin

O corpo, baseado no "Torpedo" de 2 lugares mas com uma extremidade traseira arredondada foi aumentado para ser mais espaçoso do que o Torpedo T2. A roda de reserva foi montada no lado do condutor.
A sua porta foi aumentada em 7 cm em comparação com o modelo T2 .
O compartimento do porta-bagagens foi localizado atrás do banco do condutor. Era acessível por cima e fechado por uma tampa.
O banco do condutor era fixo. O banco do passageiro montado em duas calhas cilíndricas podia ser deslocado para trás e para a frente. À frente, debaixo do painel de instrumentos, estava um banco rebatível que podia ser montado quando o banco do passageiro estivesse na posição de trás.
Cor da carroçaria: vermelho de Bordeaux, azul ou Havana. Um pequeno número era pintado de verde ( verde musgo ) Bancos e acessórios interiores: vermelho-couro, preto (para carro azul) ou castanho. O revestimento do chão era em carpete de escova preta.
Foram colocados bolsos de arrumação na porta e ao lado do condutor.
Este modelo tinha uma produção limitada (apenas 8000 ) porque os clientes não gostavam do desconforto do banco rebatível. Este modelo tem sido desde então indevidamente chamado "Faux Trefle" (folha de trevo falsa) por coleccionadores.

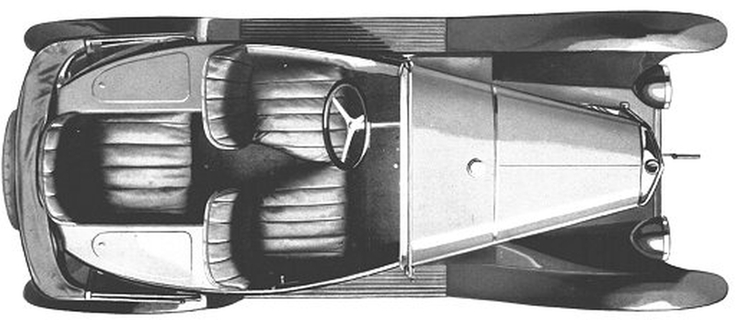
5HP C3 T3-2 Torpedo 3- lugares Trefle

### “Torpedo Trefle de 3 lugares “ ( folha de trevo ) T3-2

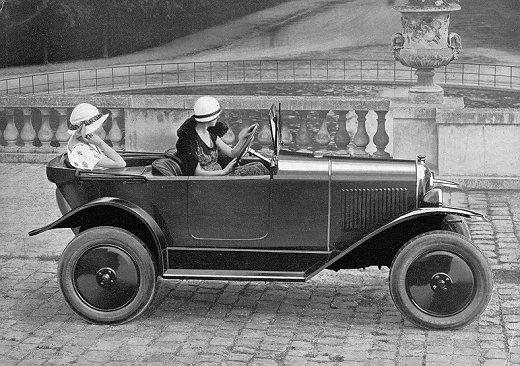
5HP C3 T3-2 1924

Produção: Chassis com distância entre eixos longa C3: de Outubro de 1924 a Junho de 1926.
Este modelo substituiu o T3-1. À frente, estavam dois bancos individuais; o terceiro banco foi colocado atrás, no centro, daí o apelido "Torpedo Trefle". Uma passagem entre os bancos da frente permitia o acesso ao banco de trás.
Dois pequenos compartimentos foram colocados à direita e à esquerda do banco de trás. Eram acessíveis por cima e fechados por uma tampa.
Cor do corpo: bege escuro até 24 de Dezembro, depois tornou-se: vermelho Bordeaux, azul Canon ou Havana. Bancos e acessórios interiores em pele: vermelho ou preto para carros vermelhos; preto para carros azuis; castanho ou preto para carros de Havana. O revestimento do chão era em carpete de escova preta.
Foram colocados bolsos de arrumação de portas na porta e ao lado do condutor.
A roda sobressalente foi montada na traseira.

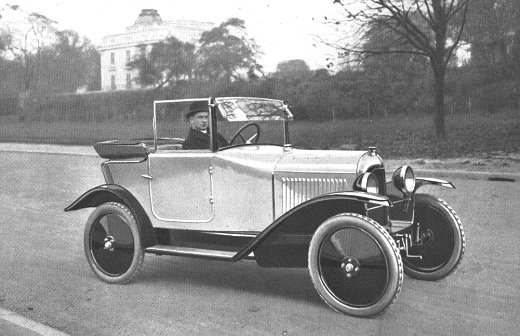
5HP C2 cabriolet TL Oct 1922

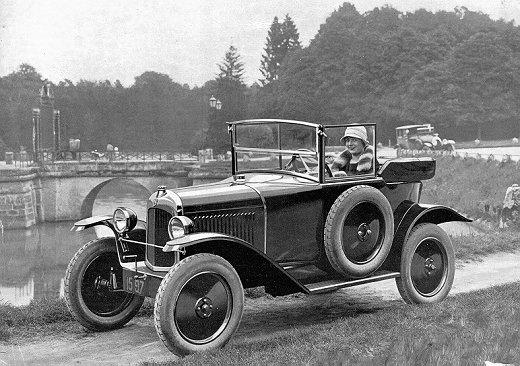
5HP C3 Cabriolet TL - 1924

### TL “conversivel”
Produção: Chassis com distância entre eixos curta (C2) : Março de 1923 a Setembro de 1923 ... depois Chassis com distância entre eixos longa (C3) : Outubro de 1923 a Junho de 1926.
O "Cabriolet" era uma versão mais luxuosa e confortável do que o "Torpedo". A extremidade traseira era idêntica ao "Torpedo".
Cor da carroçaria: amarelo ou Havana (C2- meados de 1923), depois (C3-mid-1923/26): Vermelho bordeaux, azul cânone ou Havana . Bancos e acessórios interiores: pele: vermelho ou preto para carros vermelhos; preto para carros azuis; castanho ou preto para carros Havana. O revestimento do chão era em carpete de escova preta.
O capô fechou hermeticamente; foi feito de couro preto de imitação, com um forro de tecido, e arcos metálicos. O tejadilho podia ser aberto e fechado pelo interior. Em chassis com grande distância entre eixos, a capota ficou disponível em couro de imitação vermelho, castanho ou preto.
Foram colocados bolsos de arrumação na porta e ao lado do condutor.
No chassis com distância entre eixos curta, a tampa da bagageira era maior do que no modelo T2; o que não permitia a montagem do porta-bagagens externo; Tendo os clientes reclamado, o chassis com distância entre eixos longa reverteu para a tampa mais pequena.
No interior, atrás dos bancos, havia uma portinhola fechada por uma tampa que dava acesso ao porta-bagagens.
Uma pega da porta em forma de T foi montada no exterior. As dobradiças são visíveis.
Um assento de banco confortável oferecia espaço suficiente para duas pessoas. Nos primeiros modelos, o assento do passageiro era ligeiramente mais estreito para facilidade de acesso.
No chassis com distância entre eixos curta, o painel de bordo foi polido em alumínio maquinado; no chassis com distância entre eixos longa, foi substituído por mogno envernizado com frisos embutidos no painel de bordo e incrustados nas faixas por baixo das janelas.
As duas janelas laterais podiam descer para o interior da porta e eram operadas por uma correia, como nos vagões da época. Estas janelas também podiam ser mantidas presas na posição alta quando o capô estivesse aberto.
O pára-brisas estava em duas partes, a parte superior abre-se em direcção à frente para dar mais ar fresco e alguma visibilidade em caso de chuva forte

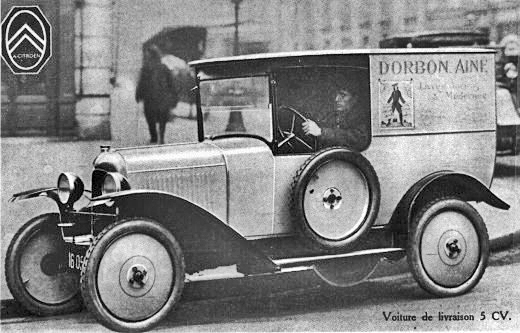
5HP C3 VL

### VL de «carro de entrega «

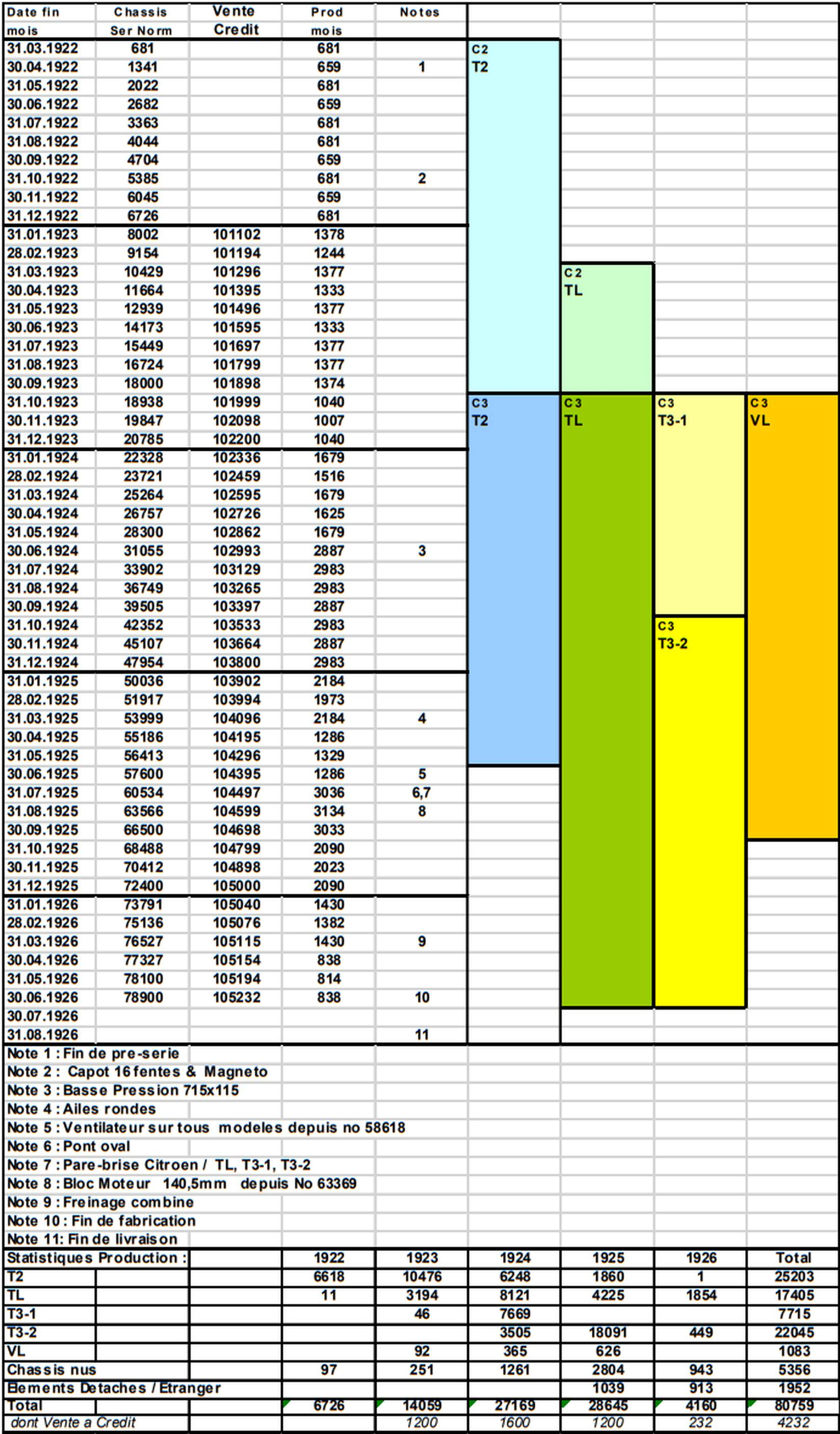
Dados por número de chassis por modelo e estatísticas de produção por ano e modelo

Produção: Chassis Longo (C3): Início de 1924 a meados de 1925
A carga útil do veículo era de 125 kg. As dimensões internas da secção de utilidade são 750 mm comprimento, 1,070 mm largura e 1,070 mm largura.
O carro tinha dois assentos separados, imitação de couro. O assento do condutor era fixo; a almofada do passageiro podia ser removida.
O tejadilho é uma peça única constituída por uma moldura de madeira coberta com pele de moleskin ou pele de couro.
Foram colocadas bolsas de armazenamento na porta e ao lado do condutor.
O tablier foi feito de chapa de metal lacada a preto.
Os corrimãos eram feitos de alumínio e pintados de preto.
O pára-brisas era em duas partes, a parte superior abre-se para a frente como no Cabriolet ;
A área na traseira estava equipada com duas portas basculantes.
Na divisória frontal do passageiro havia uma porta deslizante que permitia transportar cargas de 1500 mm de comprimento.
O veículo tinha apenas uma porta, opcionalmente para a direita ou esquerda, que se abria para a frente . Em ambos os lados , eram cortinas feitas de lona impermeável. Cor da carroçaria: Havana; Cadeiras: pele preta. O chão era coberto com borracha

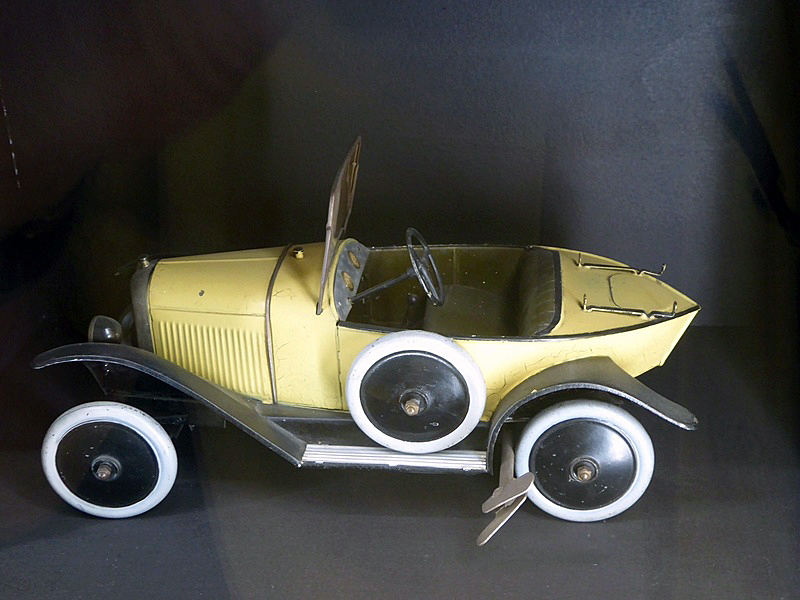
Brinquedo Torpedo T2
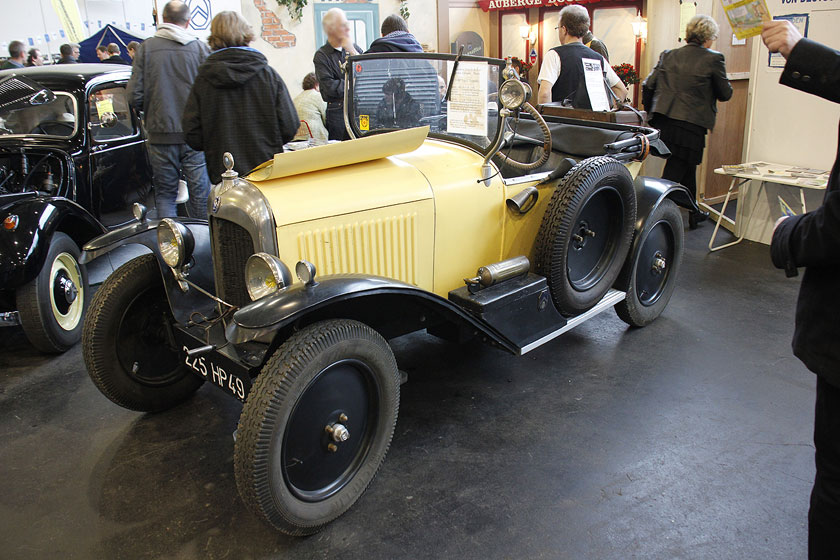
C2 T2
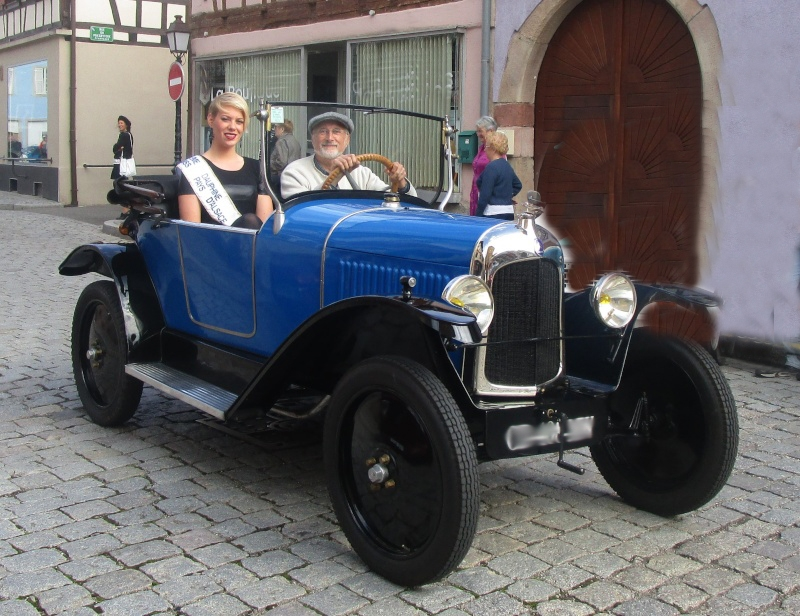
C2 T2 1923
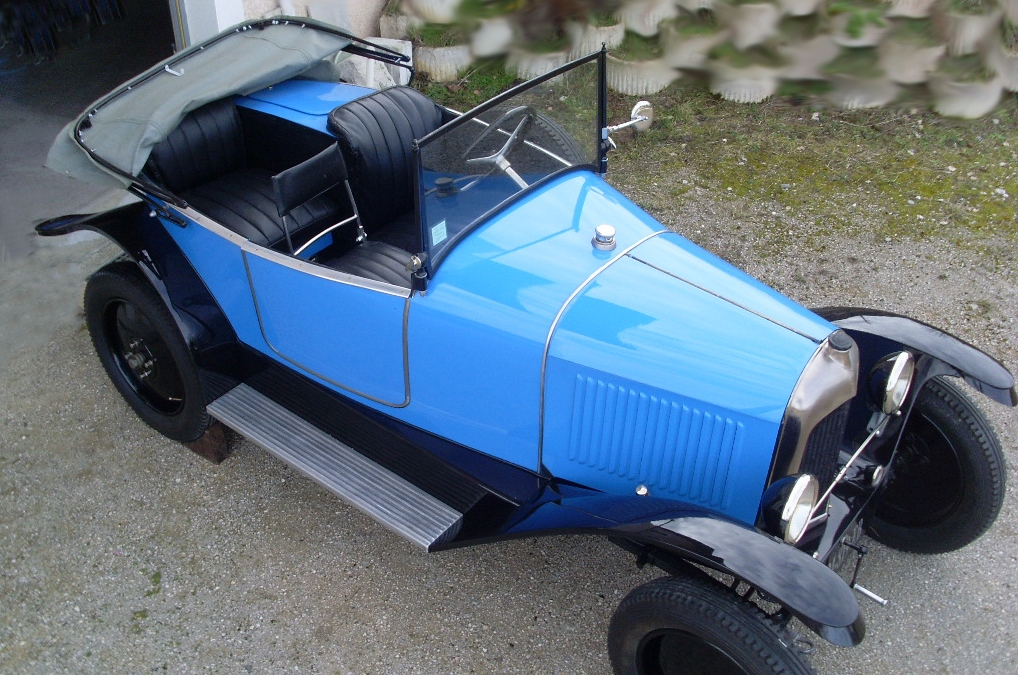
C3 T3-1
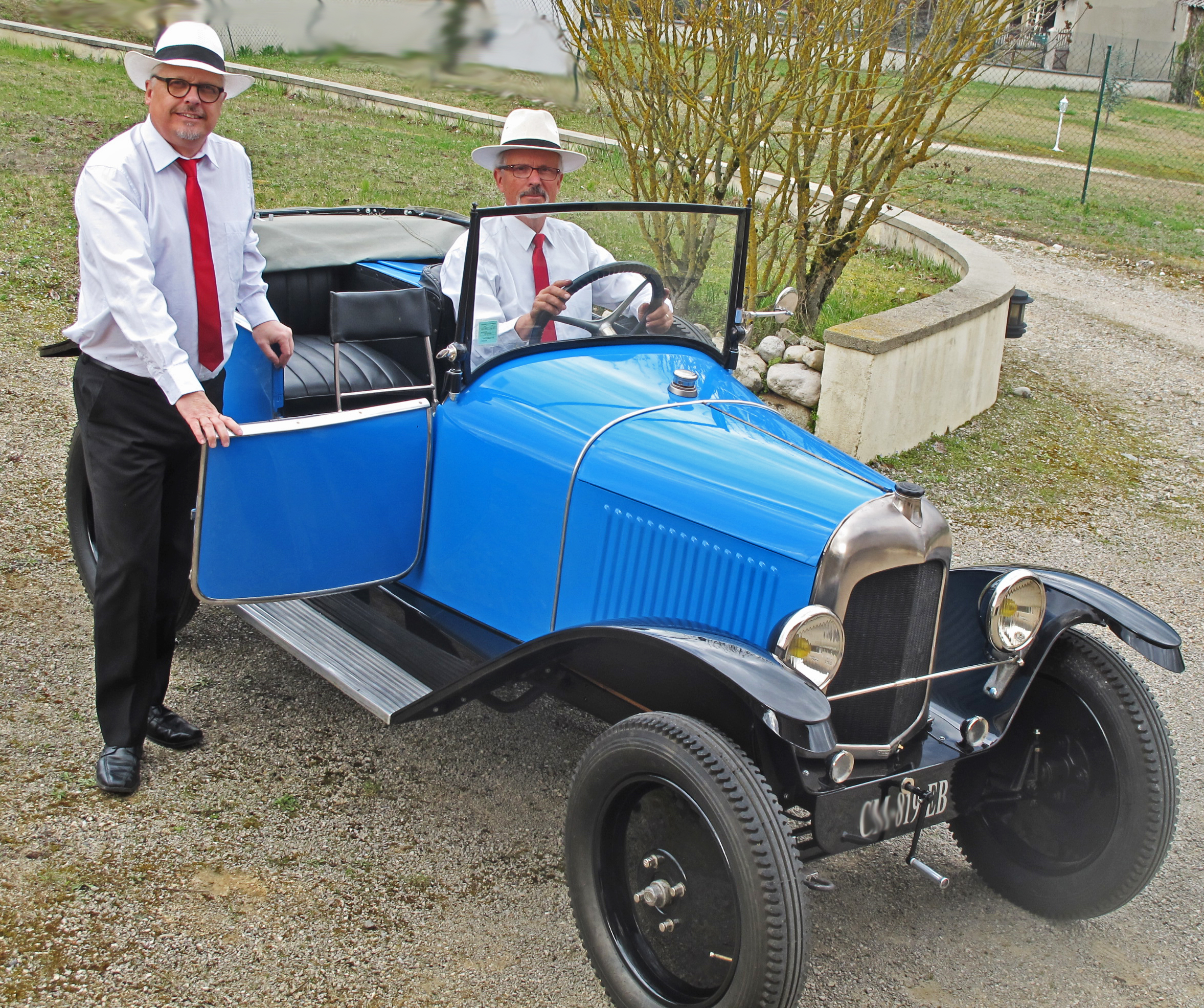
C3 T3-1
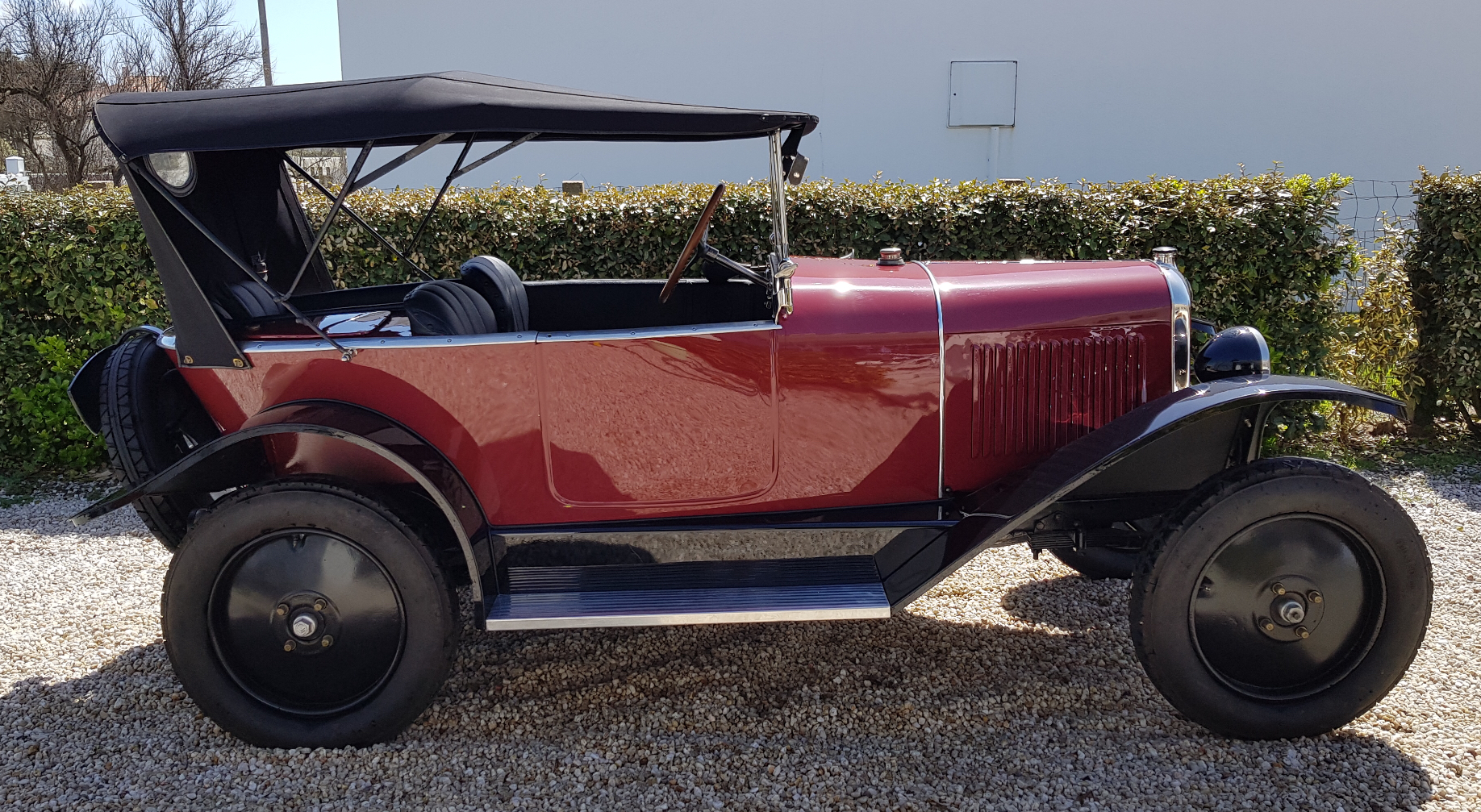
C3 T3-2 1924
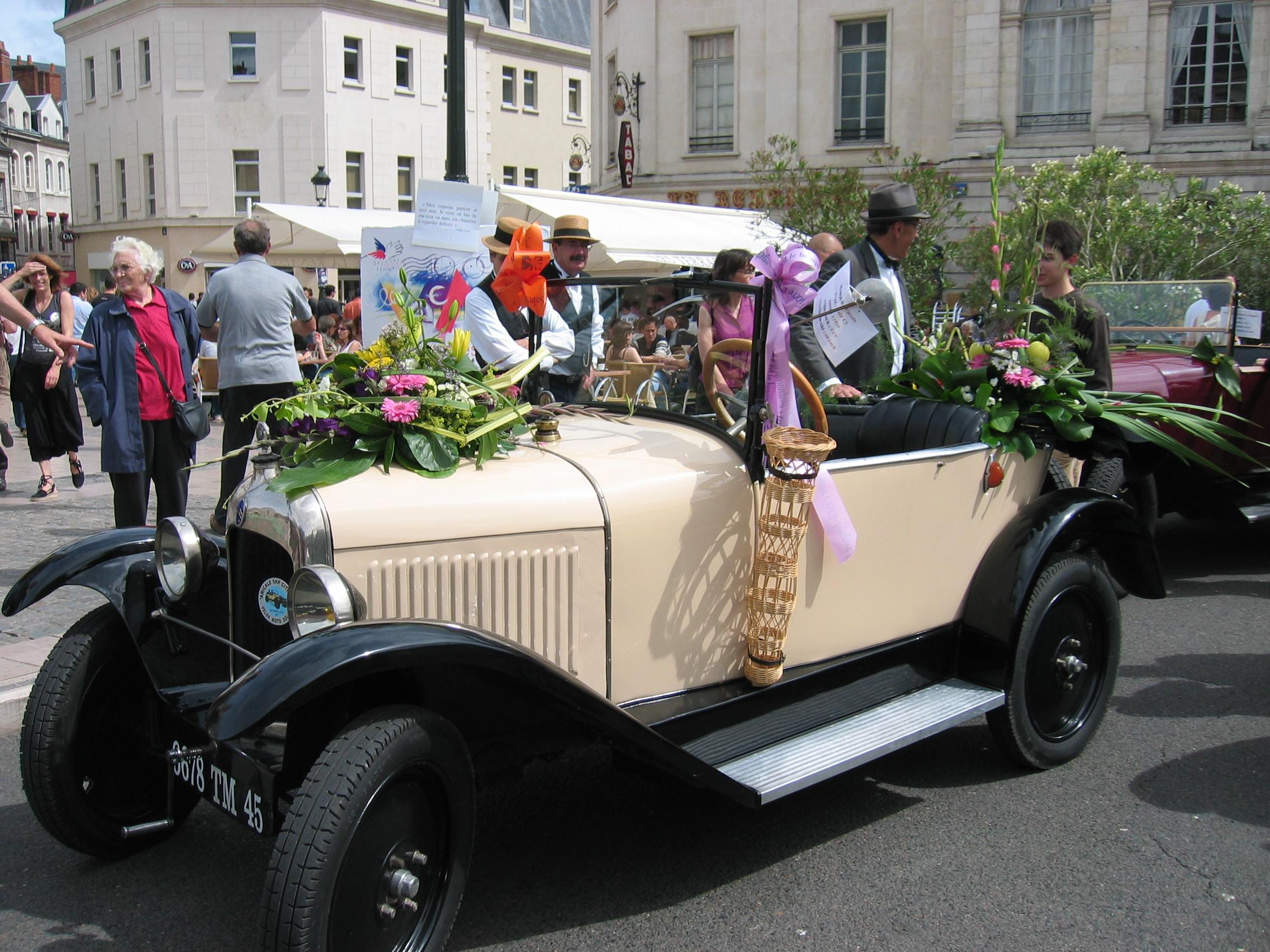
C3 T3-2
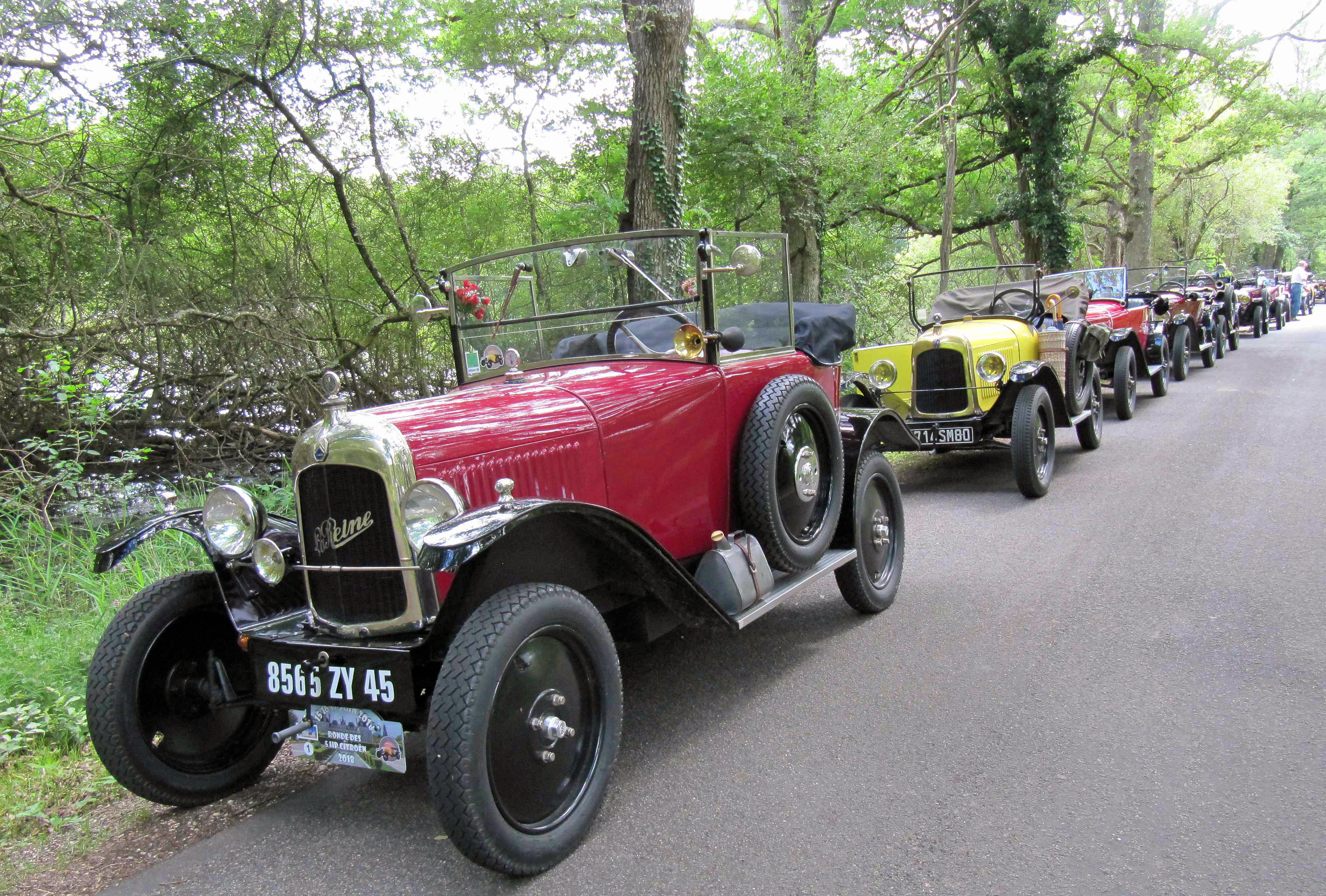
C3 TL 1924
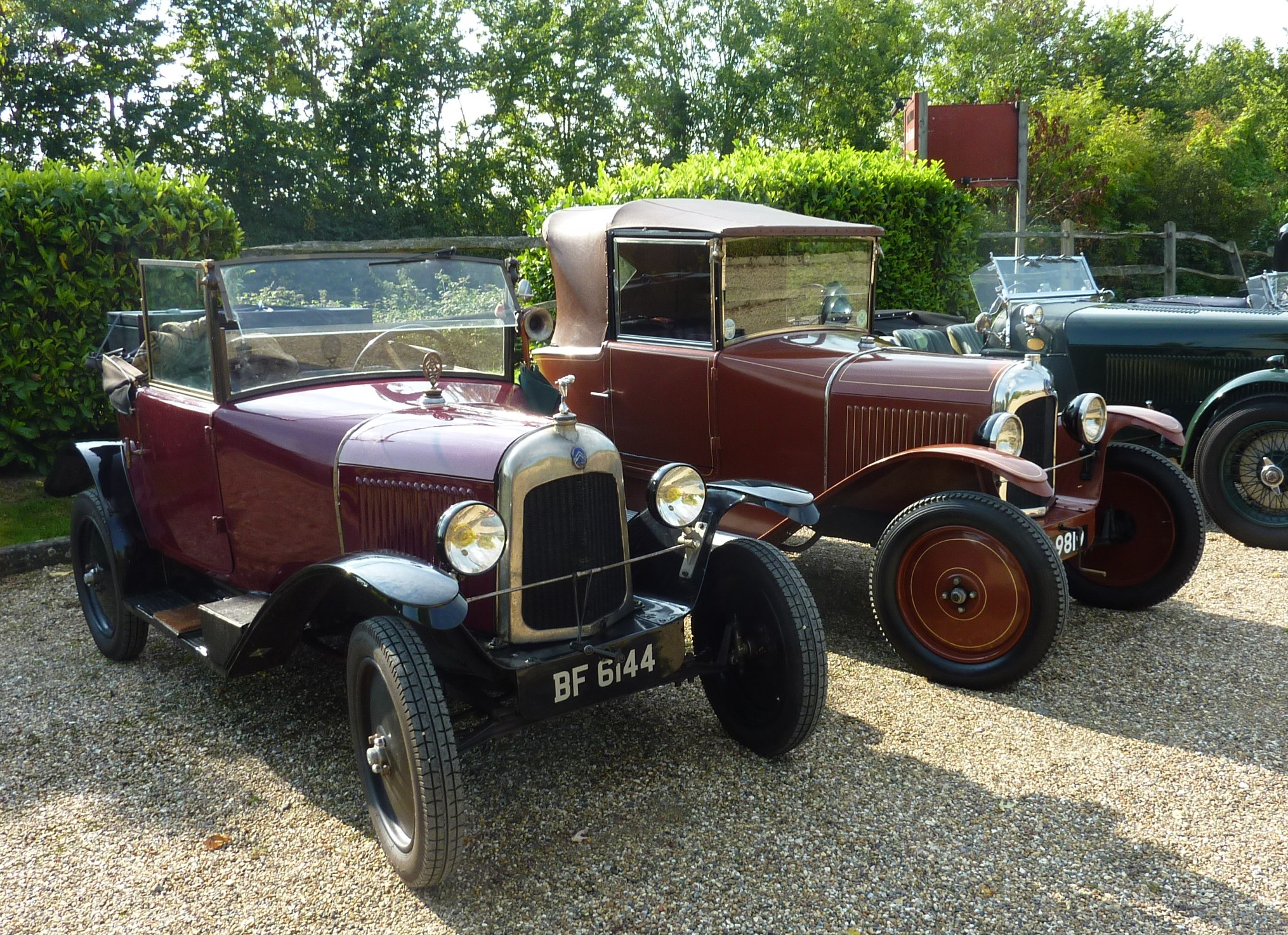
C3 TL 1924
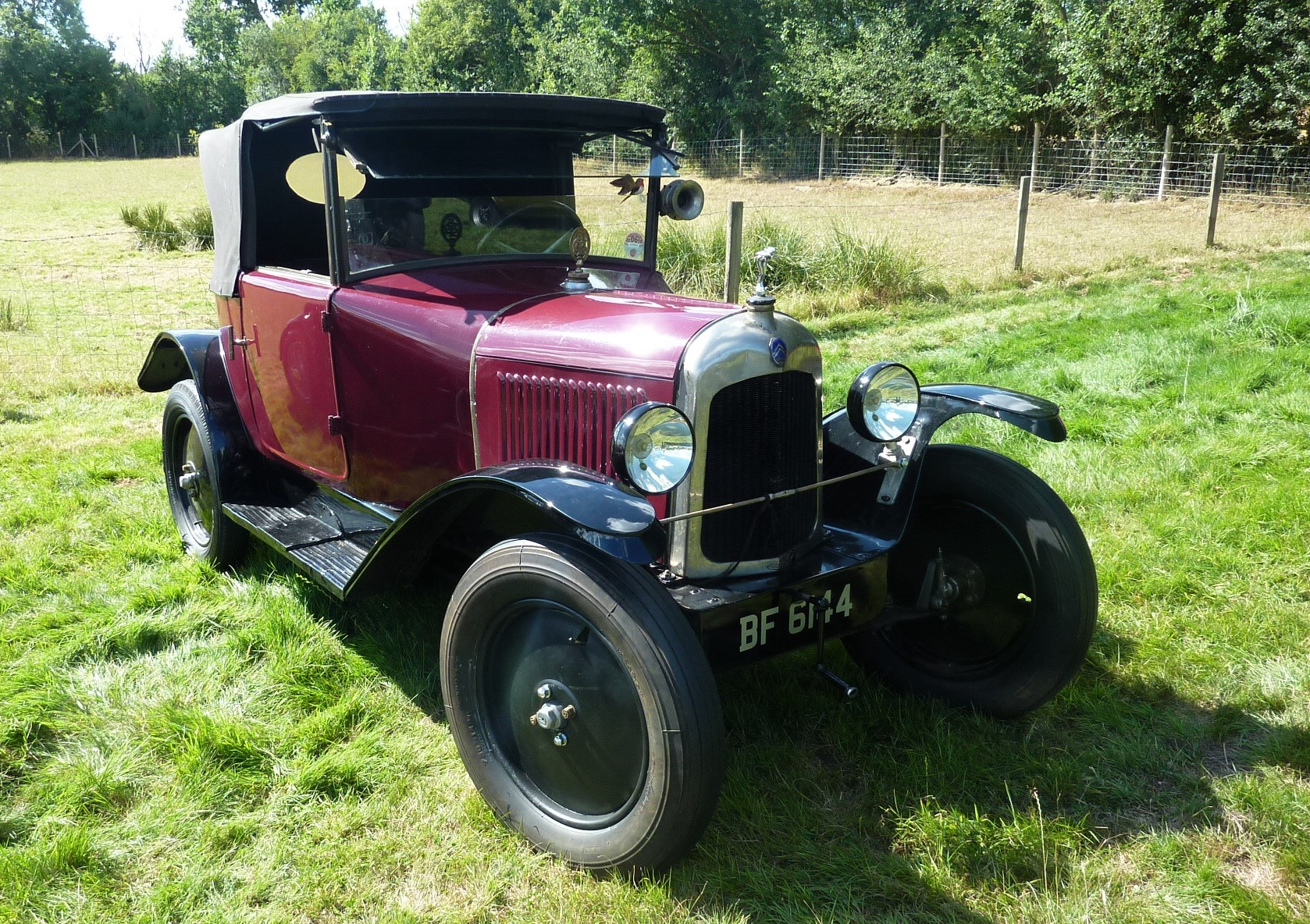
C3 TL
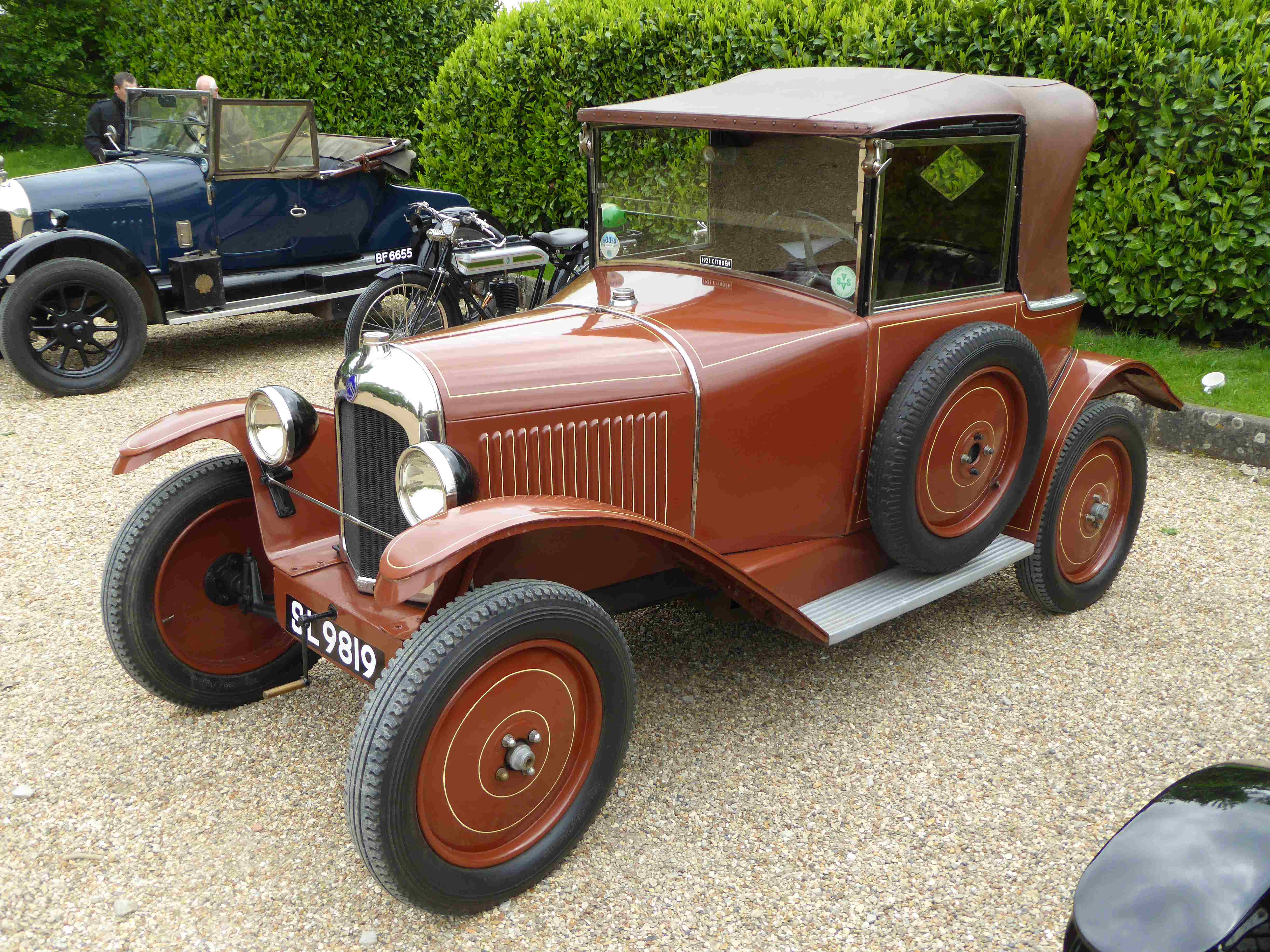
C3  TL
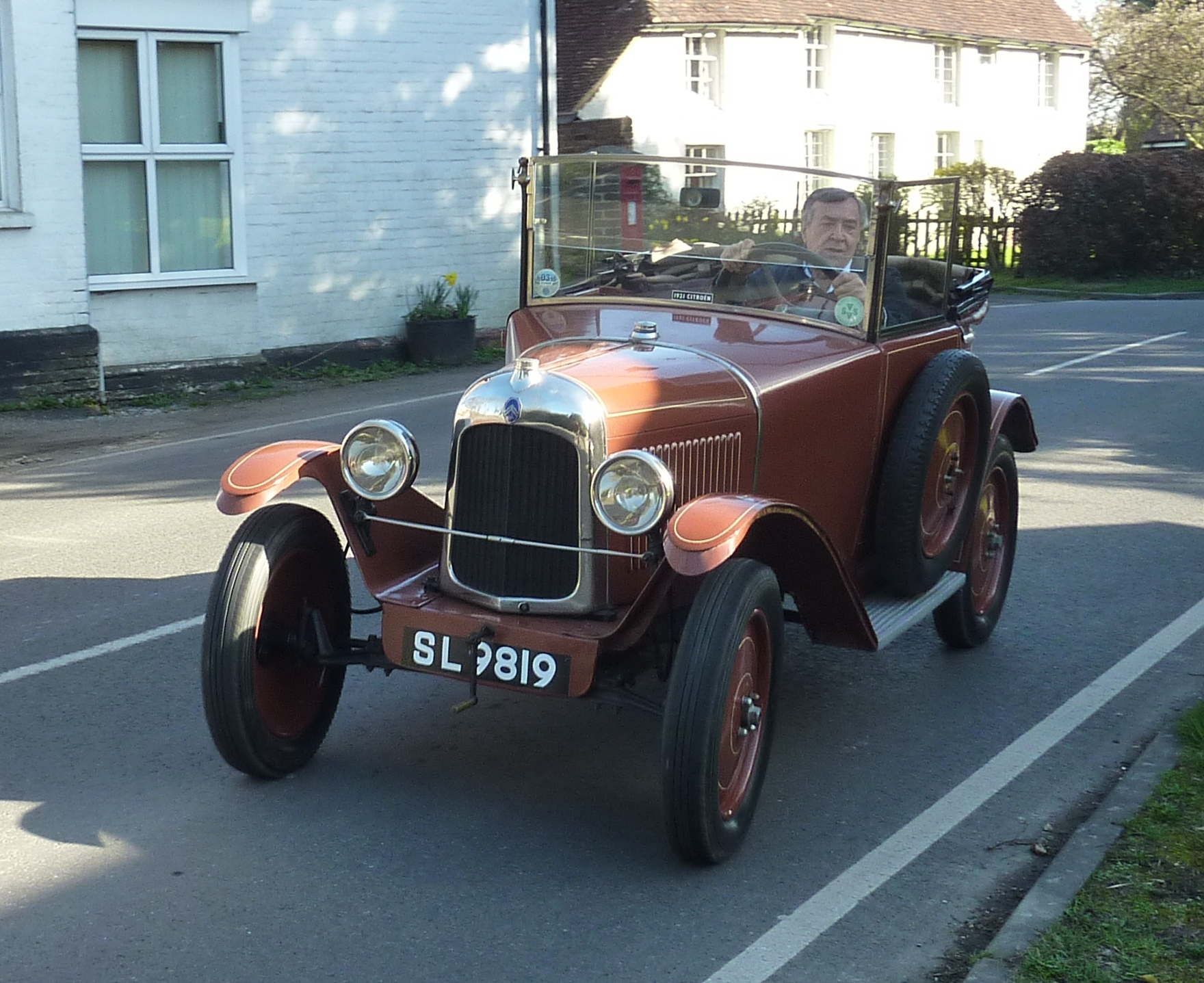
C3 TL
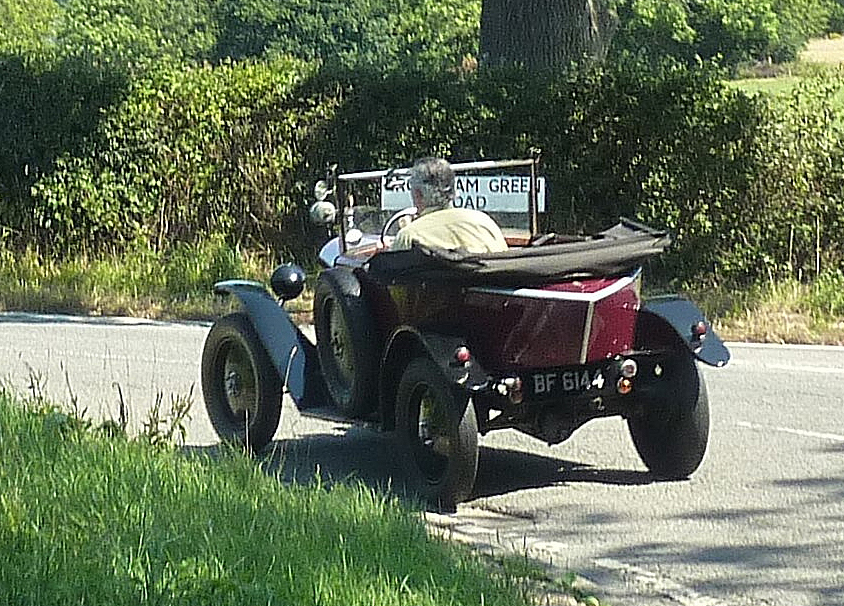
C3  TL
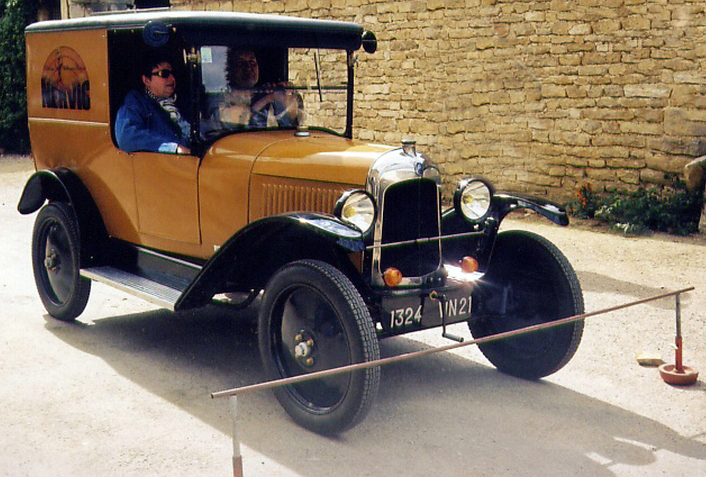
C3 VL
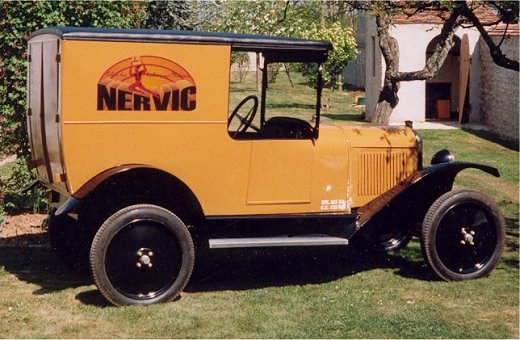
HP C3 VL 1924

## ligações externas
- Type C links at Citroën World
- Citroën Type C 5CV history and specs
- Citroën Type C specification
- Amicale 5HP Citroen 45640 Sandillon
- Forum Amicale 5HP citroen